# Grille managériale (Blake et Mouton)

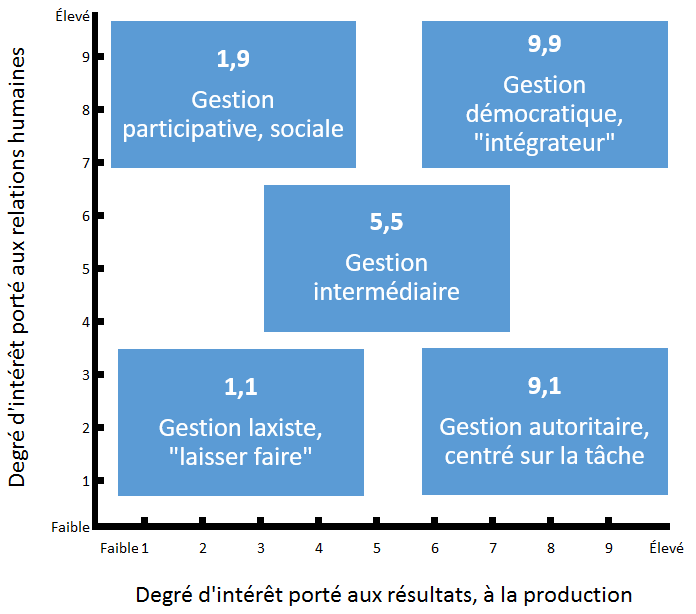
La grille avec ses deux axes : en X, l'intérêt pour les résultats ; en Y, pour les relations humaines.

La grille managériale, « grille managériale de Blake et Mouton », ou « grille de Blake et Mouton », ou encore initialement « grille des deux dimensions du management » est un outil d'analyse des styles de management de proximité inventé et développé par Robert R. Blake et son associée  Jane Mouton dans les années 1960,
Sa particularité est de passer d'une représentation linéaire bipolaire sur un seul axe des styles de leadership à une représentation orthogonale sur deux axes.
Elle a été adaptée à la vente, à la culture d'entreprise et à la culture d'équipe, ainsi qu'au marketing (par Theodore Levitt).
Elle n'avait pas été reproduite dans la première traduction française de 1969, ce qui fait que le public français n'y a eu accès qu'en 1983 avec la traduction de la 3e édition.
Les manuels correspondants ont été vendus à plus de deux millions d'exemplaires
Il faut la distinguer d'une autre grille, concurrente, celle de Paul Hersey (Situational Leadership).

## Genèse
La grille managériale est issue des travaux de deux équipes indépendantes de chercheurs universitaires sur le leadership.[réf. nécessaire]

### L'équipe de l'université d'État de l'Ohio
Dans les années 1950, animée par Stogdill, elle met en évidence la dualité comportementale des leaders de petits groupes :
- La « structuration », volonté du leader de définir et de structurer son rôle et celui de ses subordonnés en vue d'atteindre un objectif
- La « considération », établissement d'une confiance réciproque et respect des idées et des sentiments des subordonnées[3].

Mais l'étude n'est pas conclusive

### L'équipe de l'université du Michigan
Dans les années 1960, elle met en évidence deux dimensions :
- l'orientation vers les relations avec les subordonnés
- l'orientation vers la production.

L'étude conclut à la plus grande efficacité de l'orientation vers le subordonné.

## Les théories X et Y de Douglas McGregor
Indépendamment de ces recherches et de leurs conclusions Douglas McGregor développe la théorie des théories X et Y qui sont des présuppositions concernant les êtres humains en général :
- Théorie X, l'homme n'aime pas le travail, il doit y être contraint ;
- Théorie Y, l'homme trouve intérêt et satisfaction dans le travail.

### Les styles de Rensis Likert
Rensis Likert confirme la prégnance des styles comportementaux comme grille d'analyse de l'efficacité du leadership d'un petit groupe et les présente sous la forme d'un continuum de 4 styles allant du style autocratique au style démocratique.

### Paul Hersey et Ken Blanchard inventent et brevètent le Situational Leadership
Le leadership situationnel est un management de proximité dont les styles s'adaptent aux situations psychosociologiques.
Il a été inventé et développé par Paul Hersey et Kenneth Blanchard. 

## La Grid ou les deux dimensions du management (puis du leadership)
La grille analyse le comportement des dirigeants et responsables dans une organisation selon deux axes orthogonaux gradués de 1 à 9 : 
- un axe horizontal évaluant l' Intérêt pour la production
- un axe vertical  évaluant l'Intérêt pour les personnes

La grille distingue 81 styles dont 5 seulement seront mis en avant et décrits en détail.

## Les cinq grands styles de base
Ce sont ceux que l'on trouve aux quatre coins de la grille et en son centre.
Style 9.1
Intérêt exclusif pour les résultats chiffrés.
Style 1.9
intérêt prioritaire pour les relations humaines.
Style 1.1
Intérêt ni pour l'un, ni pour l'autre.
Style 5. 5
Intérêt de compromis pour les uns et pour les autres
Style 9. 9
Intérêt simultané et pour les uns et pour les autres. 
Proposer des challenges : apporter des solutions à des problèmes.

## Les styles en détail
Le style de leadership détermine le  comportement du manager, c'est le reflet de sa personnalité, de sa philosophie et de son expérience professionnelle.
Plusieurs facteurs influencent le style de leadership qu'il adopte, par exemple comment exercer le pouvoir, la façon dont le manager influence son environnement, et la manière dont il délègue son autorité.
En 1964, Robert Blake et Jane Mouton ont suggéré cinq différents styles de leadership basés sur l'intérêt que le leader accorde soit à ses subordonnés, soit à la production.
La conduite du leader dépendra donc de son pouvoir, de la nature du travail de ses subordonnés et des relations qu'il entretient avec ces derniers.
Les styles de leadership sont : 
- Le style autocratique (9,1) ;
- Le style paternaliste (1,9) ;
- Le style démocratique (9,9) ;
- Le style collégial (5,5) ;
- Le style nonchalant (1,1).

### Le style autocratique (9,1)
Un manager autocratique commande, prend toutes les décisions et exige de ses subordonnés qu'ils fassent leur travail exactement comme il le désire. Ses subordonnés ne participent pas au processus décisionnel ; la communication se fait à sens unique, du haut vers le bas. Le manager autocratique n’a pas confiance en ses subordonnés, qu’il juge paresseux et sans ambition. Il manque également de confiance en eux. 
Il croit devoir surveiller et contrôler tout ce que font ses subordonnés. Il centralise la prise de décision et refuse de déléguer son autorité. Bref, il agit en dictateur. 
Le style autocratique permet à un manager de prendre des décisions rapides.
On retrouve ce type de management dans les T. P.M.E. plus que dans les grandes entreprises car les décisions à prendre sont moins vastes; et peuvent, en théorie, être gérées par une seule personne.

### Le style paternaliste (1,9)
Le style paternaliste se caractérise par une attitude bienveillante et paternelle. Le manager paternaliste se préoccupe avant tout de la tâche à réaliser, mais offre à ses subordonnés un bon salaire, d’excellents avantages sociaux, de saines relations de travail et tout ce qui est susceptible d’améliorer leur situation financière.
Un manager paternaliste témoigne de bienveillance à l’égard de ses subordonnés mais leur impose une entière obéissance. Ce type de manager traite individuellement chacun de ses subordonnés, et ceux-ci ne négocient pas du tout entre eux.
Ce moyen de management satisfait les besoins matériels des employés, mais il a le désavantage d’opprimer leur liberté.

### Le style démocratique (9,9)
Le manager démocratique incite ses subordonnés à prendre part au processus décisionnel. Le manager véritablement démocrate évite d’imposer ses idées et discute avec ses subordonnés avant de prendre une décision. Il privilégie une communication bidirectionnelle :
- délègue son autorité à ses subordonnés;
- fait participer ceux-ci à la prise de décision;
- laisse les employés libres de faire le travail à leur façon.

Le gestionnaire démocrate s’intéresse tout autant à l’aspect humain qu’à la tâche à accomplir et s’efforce de créer un climat de confiance. Il fait prévaloir le travail en équipe, favorise le développement personnel de ses subordonnés et leur apporte une aide morale.
Le leadership altruiste
Le style démocratique est à l’origine du leadership altruiste. Celui-ci est basé sur le principe que la meilleure façon d’encourager les gens à donner le meilleur d’eux-mêmes est de s’intéresser à eux. Pour être efficace, le gestionnaire altruiste doit savoir écouter, adopter une approche participative empathique, offrir aide et assistance à ses subordonnés, et considérer la personne dans son ensemble.
Certains auteurs ont critiqué cette position et le principe même de style démocratique, en faisant remarquer notamment qu'un bien privé, tel une entreprise, n'est par essence pas démocratique, qu'il n'en a d'ailleurs pas les caractéristiques les plus fondamentales, et que la démocratie n'est en outre pas un style mais un système, dans lequel le pouvoir appartient, en fin de compte, à la population. Cette critique tend à montrer que le style démocratique, qui est une des formes les plus prônées de leadership, est une appellation abusive qui dissimule la nature coercitive du pouvoir.

### Le style collégial (5,5)
[réf. nécessaire]
Le gestionnaire collégial ressemble en plusieurs points au gestionnaire démocrate. Ce style de leadership est souvent associé à la gestion des groupes de spécialistes où tous les membres de l’équipe sont considérés comme des collègues ou des associés. L’autonomie, la loyauté, l’amitié et l’esprit d’équipe y occupent la première place. On retrouve ce style de leadership souvent dans les équipes pilote où l'on compte un nombre limité de personnes, rendant le style collégial de mener les affaires possible.

### Le style laisser faire (1,1)
Le manager nonchalant est partisan du laisser-faire. Il est indifférent au travail à accomplir et à ses subordonnés. Il laisse à ces derniers le soin de déterminer ce qu’ils doivent faire et de quelle façon. Bref, il abdique ses responsabilités. On le considère comme un « anti-leader » car il ne s’occupe pas de diriger le travail de ses subordonnés.
Ce type de gestionnaire croit qu’il est impossible d’obtenir un bon rendement de ses subordonnés du fait des conflits interpersonnels toujours présents. Il s’efforce d’éviter les situations de conflit ou les problèmes et de donner aux autres l’impression qu’il travaille avec acharnement.

## La nouvelle grille
Une version améliorée the New Grid III

## Grid International
Basée à Austin (Texas) reprend en 1999 les actifs de Scientific Methods pour une commercialisation mondiale